# Campylocera yurikoae
Campylocera yurikoae är en tvåvingeart som först beskrevs av Azuma 2001.  Campylocera yurikoae ingår i släktet Campylocera och familjen Pyrgotidae. Inga underarter finns listade i Catalogue of Life.